# Templo de Durga (Aihole)

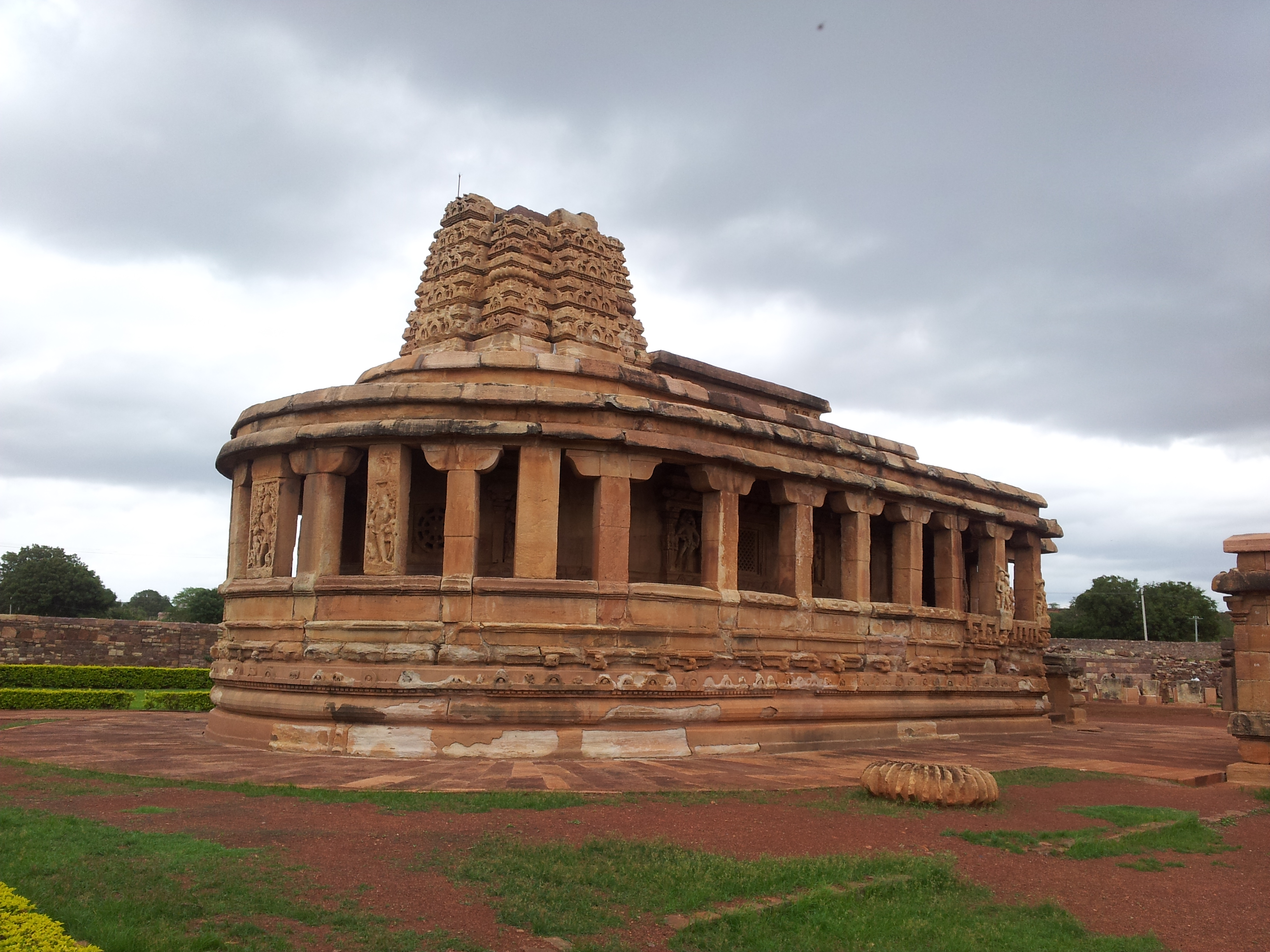
Templo de Durga en Aihole, parte trasera.

El templo de Durga es un antiguo templo hindú ubicado en Aihole, estado de Karnataka (India). Fue construido entre los siglos VII y VIII durante la dinastía de los Chalukyas. La arquitectura del templo es prodominantemente drávida, con rasgos de estilo Nagara.
El nombre del templo no se debe a la diosa Durga, sino a una fortaleza o un recinto amurallado que rodeaba el templo o que formaba parte de una fortificación, probablemente de los gobernadores Maratha.
El templo está dedicado a Vishnu o a Shiva, ya que las representaciones de uno y de otro son igual de abundantes. El rasgo más original del templo es un peristilo que rodea un pasillo alrededor del templo mismo y cuyas paredes están cubiertas con esculturas de dioses y diosas. 
Dos escalinatas permiten acceder al porche situado en la entrada del templo. Los pilares están decorados con personajes alrededor del porche y la entrada al peristilo. El parapeto está grabado con nichos y pequeños animales. El porche da acceso a habitaciones con pilares (mukhamantapa y sabhamantapa) que dan acceso al corazón del templo (garbagriha).

## Planta del templo
La planta del templo es oblonga y absidal. Eso significa que el corredor con pilares entre el porche y el corazón del templo rodea el corazón del templo y permite llevar a cabo el parikrama (ritual de circunvalación). El ábside da al exterior a través de aberturas entre los pilares.
La forma del templo es conocida, en arquitectura tradicional india, como Gajaprasta, nombre que indica su semejanza con la parte trasera de un elefante. Se piensa que la forma absidal tan inusual de este templo imita las chaitya de los templos budistas primitivos, pero estudios posteriores señalana que el diseño con ábside es una tradición de toda la arquitectura de toda la India, que estaba en uso incluso ante la arquitectura budista.
El corazón del templo está coronado con una torre que anuncia las futuras torres de los sikharas y vimanas.